# Фестивал на народната носия
Фестивал на народната носия е ежегоден фестивал, провеждан в българското село Жеравна.

## История
Основател на фестивала е Христо Димитров – продуцент, хореограф и режисьор на Национален фолклорен ансамбъл „Българе“. Фестивалът е създаден с цел, да се запазят старите български традиции.. На фолклорния фестивал се представят автентични носии от всички области на България. Събитието се провежда всяка година в края на месец август в местността Добромерица край селото. За първи път фестивалът се провежда през 2008 г.